# Kungariket Bosnien
Kungariket Bosnien (bosniska: Bosansko kraljevstvo) var ett medeltida kungarike som utvecklades ut ur Banatet Bosnien (1180–1377). Det hade stor regional inverkan på senare bildade Balkan-stater. Kungariket avskaffades då området efter 1463 (i etapper) införlivades i det Osmanska riket. 

## Historia
Se även Bosnien och Hercegovinas historia

### Banatet: 1100- till 1300-talet

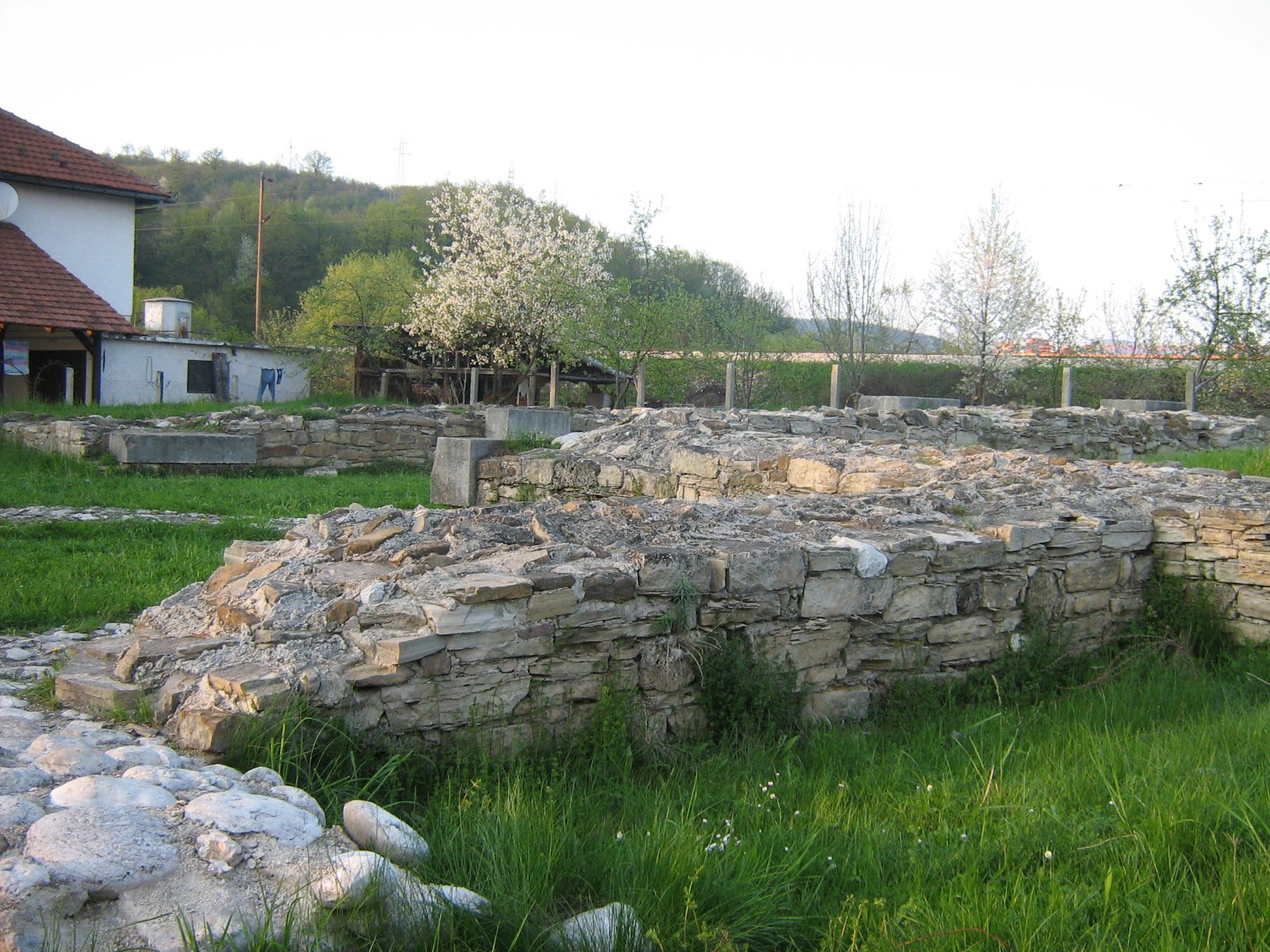
Mileklostret utanför Visoko. Platsen där Tvrtko I Kotromanić kröntes till kung av Bosnien år 1377.

Efter att på 1100-talet erkänt Bélas II av Ungern överhöghet uppstod ett bosniskt lydrike 1154, under regenten Ban Borić (1154-1163), som ursprungligen omfattade norra delar av Bosnien och området kring floden Bosna. Efter Ban Borić tog Kulin Ban över styret av Bosnien år 1180. Ban Kulin var en av Bosniens mest framstående och betydande historiska härskare och hade en stor inverkan på utvecklingen av Bosniens tidiga historia.
Under hans tid kom Bosnien att bli Balkans mest välmående stater, främst genom Kulins ambitioner att hålla fred i regionen och införandet av starka handelsförbindelser med Dubrovnik och Republiken Venedig. Under denna tid var Bosnien en vasallstat, om än oftast nominell, under Ungern eller Bysantinska riket som slogs om kontrollen av området. Enligt en del källor skulle Ban Kulin haft allt för stora styrkor för att Ungern skulle ha ingripit på påvens order, då landet fortsatte att gynna den kätterska Bosniska kyrkan. Kulin Ban lyckades till slut, genom införandet av allianser med Béla III av Ungern, Miroslav av Zahumlje och den serbiske storfursten Stefan Nemanja, hålla Bosnien helt borta från bysantinskt inflytande.

### Kungariket: 1377–(1463)

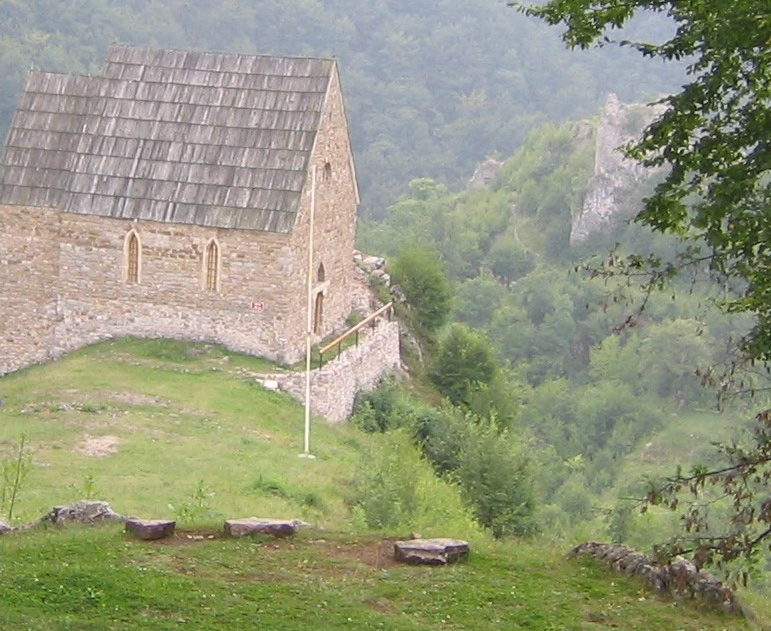
Bobovackapellet, de bosniska kungarnas högsäte.

År 1251-1314, då Bosniens beroende av Ungern ökade, övertog den mäktiga Kotromanić-dynastin makten i Bosnien. År 1377 kröntes Tvrtko I Kotromanić till kung över Bosnien, i klostret Mile, utanför staden Visoko i centrala Bosnien. Under hans korta välde upplevde Bosnien återigen en glansperiod i historien. Han införlivade delar av Kroatien, hela Dalmatien och delar av Raška i sitt bosniska rike, vilket ledde till att han även antog den serbiska härskartiteln, för att visa på sin makt över serberna.
Efter Tvrtko Kotromanićs död år 1391 gick det dock snabbt utför. Sigismund av Ungern befäste Ungerns överhöghet över Bosnien, och Osmanska rikets expansion mot området gjorde sig alltmer kännbar, samtidigt som den bosniske kungens makt över adeln minskade.
Under mitten av 1400-talet uppstod häftiga inre strider om makten i landet. Den bosniska adeln, som ständigt kämpade om kungamakten, tog hjälp utifrån, i första hand från Ungern och Osmanska riket. Detta resulterade i en osmansk intervention under Mehmed II där större delen av Bosnien år 1463 införlivades med turkarnas imperium och Bosnien blev ett paschalikat i det Osmanska riket. Bosniens konung Stefan Tomašević avrättades, och drottningen Katarina Kosača-Kotromanić gav sig ut på landsflykt. Hon ändade sitt liv i Rom den 25 oktober 1478, där hon idag ligger begraven i kyrkan Santa Maria i Aracoeli. Kungaparets två barn Katarina och Sigismund Kotromanić konverterade till islam. Sigismund blev senare vesir i det Osmanska riket och blev efter konverteringen till islam mer känd som Ishak-bey Kraljević. Sigismund av Bosnien var Kotromanić-dynastins och Konungariket Bosniens sista arvtagare.

## Religion

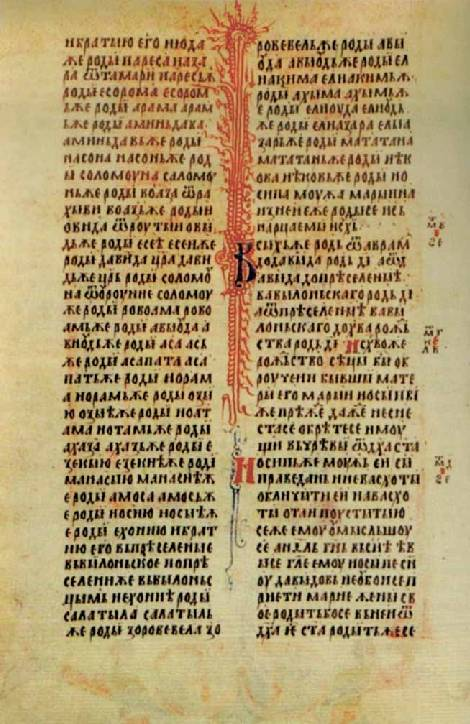
Hvalmanuskriptet från 1400-talet.

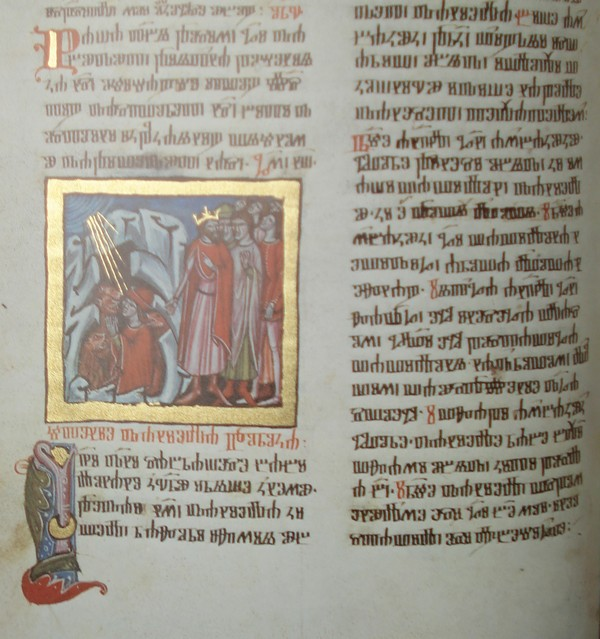
Hrvoje Vukčićs missale, från 1400-talet.

De nutida bosnierna är ättlingar till det medeltida bošnjanifolket som huvudsakligen var anhängare av den Bosniska kyrkan, vilken kan ha varit av bogomilsk eller ariansk eller av någon annan kättersk karaktär. Dessa slutsatser bygger dock uteslutande på källor från dess meningsmotståndare. Själva kallade sig anhängarna i allmänhet krštjani, det vill säga kristna, eller dobri bošnjani som betyder goda bošnjani; beteckningen bogomiler användes aldrig av dem själva. Bosniska kyrkan var förmodligen influerat av gnosticismen. Man tror att dess utövare bevarade skrifter och muntliga traditioner från de första århundradena e.Kr. som bekämpades av katolska kyrkan. De ses som en viktig influens och möjlig källa till de läror som spreds bland katarer och manikéer. Vår kunskap om den Bosniska kyrkan är främst beroende av de katolska motståndarnas, främst inkvisitorernas, skildringar. Dock efterlämnade de medeltida bosniakerna en hel del gravstenar (kallade, stećak) innehållandes budord och diverse teologiska filosoferingar.
Bosniska kyrkans trosuppfattning är fortfarande ett oavslutat forskningsområde och en del forskare håller före att den låg närmare den romersk-katolska kyrkan eller ortodoxa kyrkan, snarare än någon kättersk rörelse. Klart står emellertid att såväl den katolska som den serbisk-ortodoxa kyrkan betraktade den bosniska kyrkan som kättersk. Detta föranledde den katolska kyrkan under påven Innocentius III att sanktionera mot den Bosniska kyrkan vilket emellertid gav upphov till Ungerns ambitioner att genomföra ett korståg mot de kätterska bosniakerna under slutet på 1100- och början på 1200-talet.

## Regenter

### Bosniens baner (1154?-1377)
- Ban Borić (1154–1163)
- Ban Kulin (1180–1204)
- Stefan Kulinić (1204–1232)
- Ban Matej Ninoslav (1232–1250)
- Prijezda I (1250–1287)
- Prijezda II (1287–1290)
- Stefan I Kotroman (1287–1299)
- Stefan II Kotromanić (1322–1353)
- Tvrtko I (1353–1377)

### Bosniens kungar
- Tvrtko I av Bosnien (1377–1391)
- Stefan Dabiša av Bosnien (1391–1395)
- Helena av Bosnien (1395–1398)
- Stefan Ostoja av Bosnien (1398–1404)
- Tvrtko II av Bosnien (1404–1409)
- Stefan Ostojić (1418–1421)
- Stefan Tvrtko II (1421–1443)
- Stefan Thomaš (1443–1461)
- Stefan Tomašević (1461–1463)

### Bosniens drottningar
- Dorotea av Bulgarien, gift med Tvrtko I av Bosnien (1374 till cirka 1390)
- Helena Gruba, gift med Stefan Dabiša (1391–1395)
- Vitača, gift med Stefan Ostoja (1399)
- Kujava, Stefan, Ostojas andra fru (1399–1415)
- Jelena Nelipčić, Stefan Ostojas tredje fru (1416–1418)
- Dorotea Garai, gift med Tvrtko II av Bosnien (1428–1438)
- Katarina Kosača, gift med Stefan Tomaš (1445–1461)
- Maria av Serbien, gift med Stefan Tomašević (1461–1463)

### Övriga
- Elisabet av Bosnien, regent över Ungern och Polen
- Katarina av Bosnien, mormor till Barbara av Celje, det tysk-romerska rikets drottning.
- Maria av Bosnien, grevinna av Helfenstein.
- Barbara av Celje, grevinna av Celje.
- Hermann II av Celje, greve av Celje, son till Katarina av Bosnien.
- Hedvig av Polen, dotter till Elisabet av Bosnien och polsk kung och regent mellan 1384 och 1399.
- Maria av Ungern, Ungerns monark och drottning från 1382 till sin död. Hon var dotter till och tronarvinge efter kung Ludvig I av Ungern och Polen och Elisabet av Bosnien.

## Konvertering till islam
Under det Osmanska rikets styre konverterade nästan alla medlemmar av den bosniska kyrkan till islam. Så gjorde även en del bosniska katoliker, eftersom dessa blev hårt ansatta av osmanerna. Under den senare delen av det osmanska styret förekom även att katoliker konverterade till ortodoxin, vilken osmanerna föredrog framför den katolska kyrkan. Konvertering till islam förekom i viss mån under hela den osmanska tiden i området, men var överlägset vanligast de första trettio åren. Redan strax efter Mehmed II:s erövring av Bosnien registrerades en mängd konverteringar till islam av den lokala befolkningen, som i staden Jajce där upp till 30 000 bosniakiska familjer på en dag.konverterade till islam. Konverteringsprocessen påskyndades genom framväxten av muslimska bosättningar som var centrerade kring de islamiska kulturella institutionerna som moskéer och dervischkloster.
Anledningen till att bosniakerna konverterade är omtvistad, och inga konkreta, heltäckande svar har kunnat nås. En teori är att den religiösa splittring som länge rått i Bosnien på grund av rivalitet mellan den bosniska, den katolska och den ortodoxa kyrkan, vilka samexisterat i Bosnien under lång tid av motsättningar dem emellan, skulle ha försvagat de religiösa strukturerna i landet och gjort invånarna mer villiga att anta den tro de osmanska erövrarna förde med sig. Även det faktum att bosniska kyrkan hade en trosuppfattning som i många fall låg nära islams kan ha bidragit. Som exempel på detta kan nämnas avståndstagande till treenigheten och till korset som religiös symbol.